# Tweede Kamerverkiezingen 1989/Kandidatenlijst/De Groenen
Dit is de kandidatenlijst voor de Tweede Kamerverkiezingen 1989 van De Groenen.

## De lijst
1. Roel van Duijn - 24.785 stemmen
2. Bart Kuiper - 589
3. Marten Bierman - 423
4. Margje Vlasveld - 1.446
5. Bertram Bouthoorn - 104
6. Frans Eppink - 281
7. Aga Veltman - 196
8. Edithe Boeke-de Clercq Zubli - 996
9. Friel de Smeth - 111
10. Hans Ramaer - 292
11. Maarten Ruarus - 117
12. Jelle Theunisz - 72
13. Jelle van der Meulen - 172
14. Joke Siepman-de Boef - 107
15. Jannie Möller - 176
16. Kees Noltee - 86
17. Michel Jehae - 102
18. Jos Kamphuys - 59
19. Jan Hopmans - 92
20. Carla Seelemeijer - 136
21. Jan Boerstoel - 61
22. Ine van den Einde-Landzaad - 81
23. Jan-Hendrik Bennik - 50
24. Hans van Essen - 43
25. Jaap van der Rest - 53
26. Jan van der Meer - 36
27. Rob Wiewel - 54
28. Joep Bevers - 55
29. Piet Ransijn (niet in kieskring 16) - 89
30. Gerard Bernardus (alleen in kieskring 16) - 7
31. Cor Aakster - 441

CDA · PvdA · VVD · D66 · SGP · Groen Links · GPV · RPF · VCN · SP · Humanistische Partij · Milieu Defensie Partij 2000+ · PDS · Realisten Nederland · AWP · Bejaarden Centraal · Vrouwenpartij · Socialistische Minderheden Partij · Centrumdemocraten · De Groenen · PPvO · VMP · SAP · Grote Alliance Partij · Staatkundige Federatie
1986 · 1989 · 1994 · 1998 · 2006 · 2021 · 2023